# Hemiteles nasutus
Hemiteles nasutus är en stekelart som beskrevs av Holmgren 1856. Hemiteles nasutus ingår i släktet Hemiteles och familjen brokparasitsteklar. Inga underarter finns listade i Catalogue of Life.